# Décembre 1781

## Événements
- 7 décembre : la flotte de Suffren appareille de l’Île de France[1]. Dans l’océan Indien, elle élimine les croisières britanniques, protège la colonie hollandaise du Cap et couvre les opérations de la Compagnie des Indes française (1781-1793).

- 12 décembre : victoire britannique sur la France à la deuxième bataille d'Ouessant[2].

- 31 décembre : fondation de la Banque de l'Amérique du Nord par le Congrès de la Confédération.

## Naissances
- 11 décembre : Sir David Brewster (mort en 1868), physicien, inventeur et écrivain écossais.

## Décès
- 12 décembre : Christophe de Beaumont du Repaire, archevêque de Paris.
- 14 décembre : Joseph François Parrocel, peintre et graveur français (° 3 décembre 1704).
- 30 décembre : John Turberville Needham (né en 1713), biologiste anglais.